# Krankenhaus Jonava

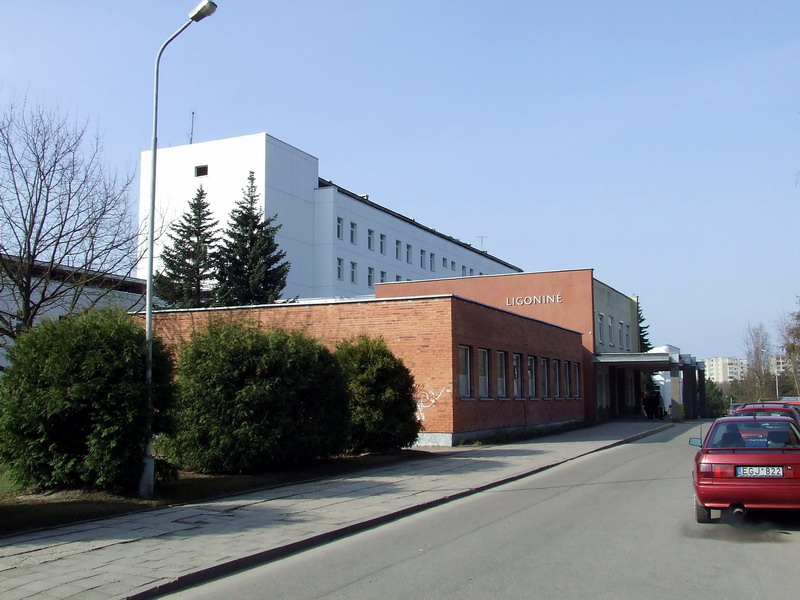
Zufahrt zum Krankenhaus

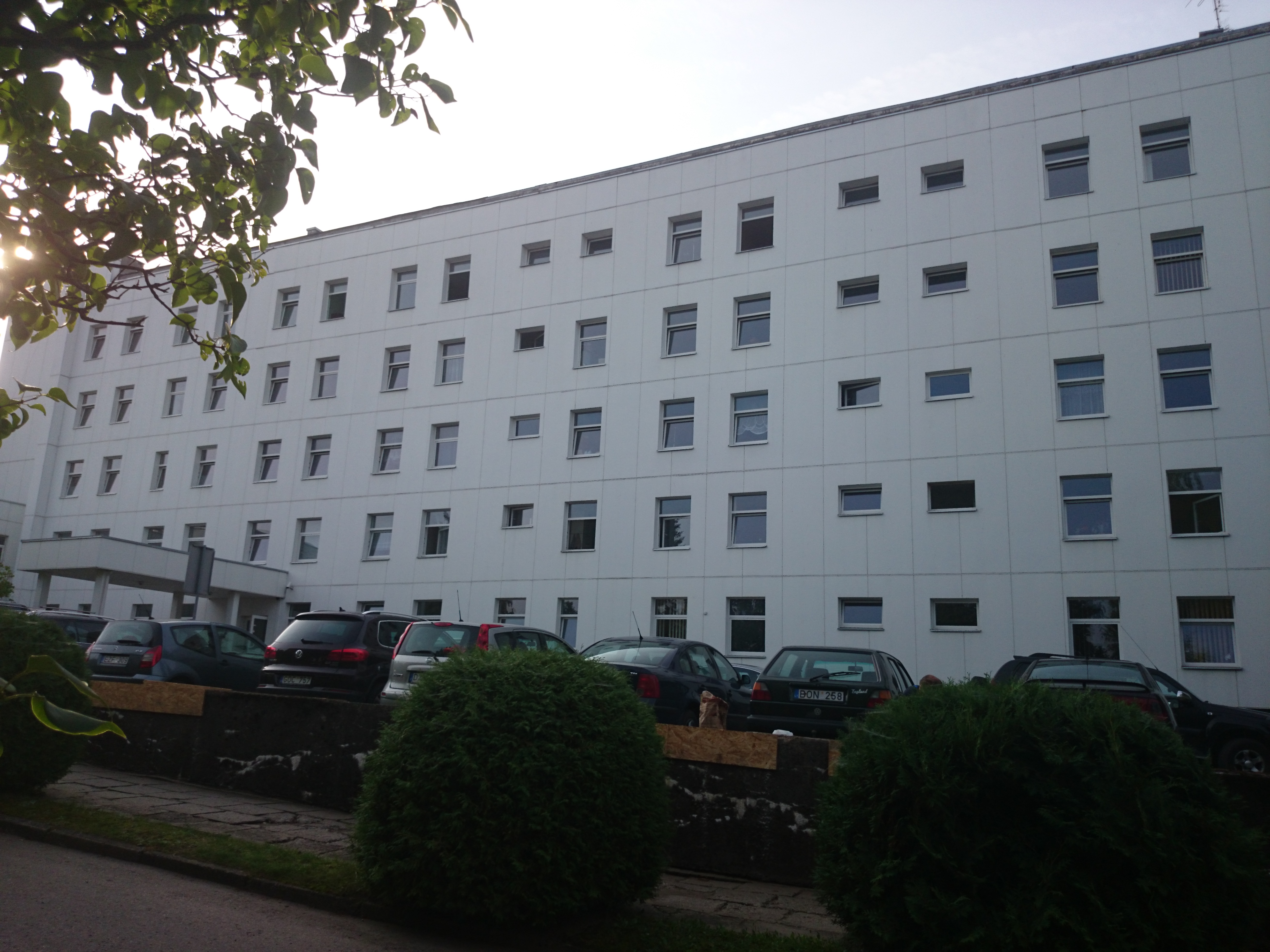
Hauptgebäude des Krankenhauses

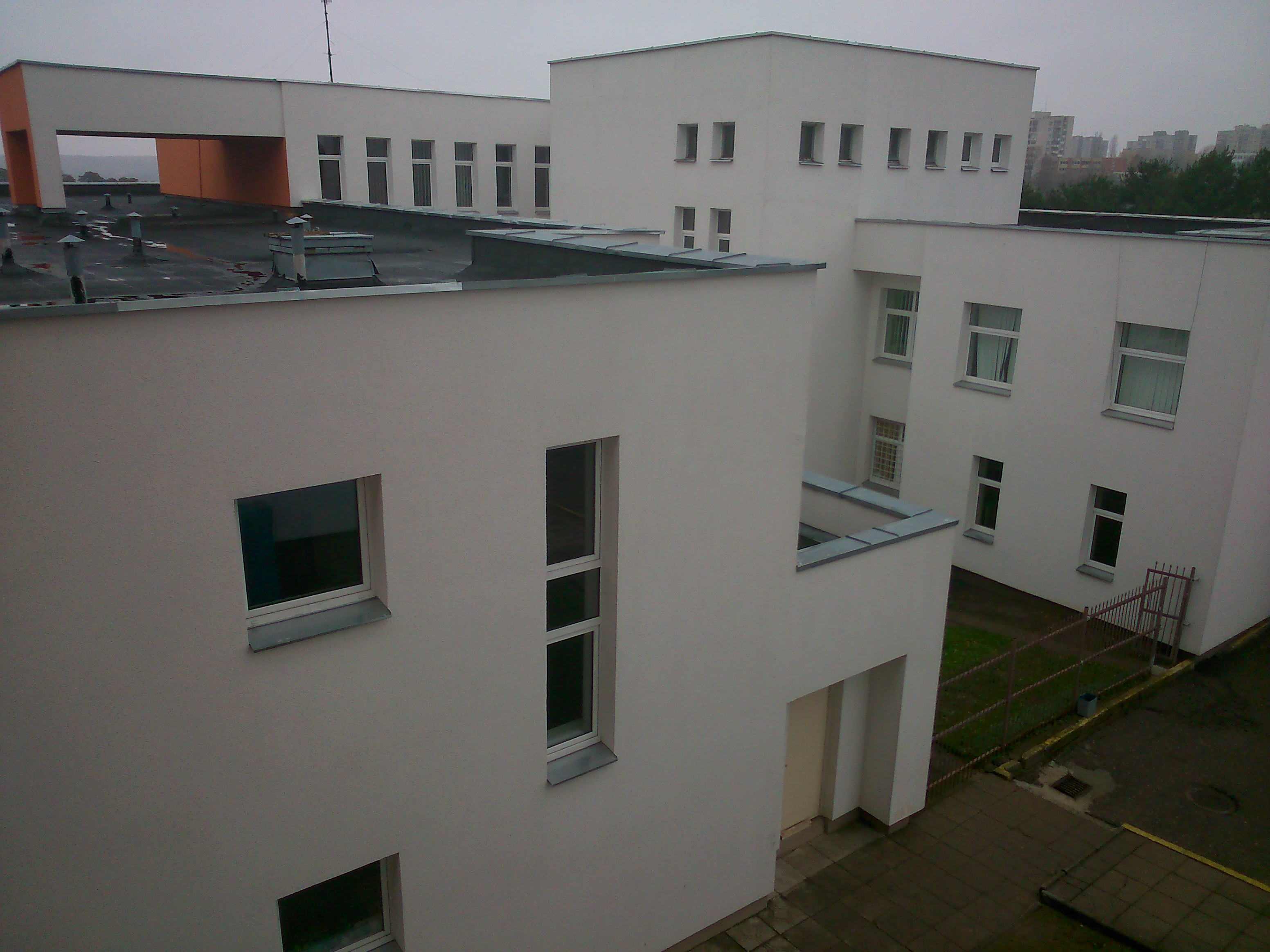
Beratungspoliklinik am Krankenhaus

Das Krankenhaus Jonava (lit. VšĮ Jonavos ligoninė) ist ein kommunales Krankenhaus der Rajongemeinde Jonava. Es befindet sich am Zentralstadion der Stadt Jonava (Bezirk Kaunas), Litauen. Für die stationäre Behandlung gibt es 8 Abteilungen mit 105 Betten, 4 Betten für Anästhesiologie und Reanimation,  7 Betten für Tageschirurgie und 25 Betten für kurzfristige Behandlung, 3 Betten für allgemeine Pflege und Palliativpflege.  Das Krankenhaus hat auch eine Konsultationspoliklinik für die ambulante Beratung und Behandlung der Patienten, ein Labor für Zahnersatz. In der Beratungspoliklinik arbeiten Ärzte auch aus den LSMU-Universitätskliniken Kaunas. Das Krankenhaus Jonava ist auch als Weiterbildungseinrichtung der jungen Assistenzärzte im Rahmen der Kooperation mit der Medizinakademie der Litauischen Universität für Gesundheitswissenschaften. Etwa 10–12 Medizinstudenten des sechsten Studienjahres (11.–12. Semester)  kommen jedes Jahr zum Krankenhaus zur Famulatur. Das Praktikum wird  in der Abteilung für Pädiatrie, Geburtshilfe und Gynäkologie, Chirurgie, Traumatologie durchgeführt. Es dauert ein halbes Jahr.

## Geschichte
Das Krankenhaus wurde 1971 im damaligen Sowjetlitauen gebaut und hatte früher 325 Betten. Nach der litauischen Unabhängigkeit wurde es am 30. September 1997 als eine öffentliche Anstalt registriert. 2008 erzielte man einen Umsatz von 4,3 Mio. Euro. Im Juli 2018 beschäftigte das Krankenhaus über 440 Mitarbeiter. 2017 betrug das Durchschnittsalter der Ärzte 45 Jahre. Jährlich kommen etwa 30 Mediziner und verlassen etwa 10 Spezialisten.

## Verwaltung
- 2002–2013: Direktor Ivanas Dorošas[4][5]
- seit 2013: Direktorin Aldona Balutienė  (* 1954)[6][7]